# Babacar Guèye (Fußballspieler, 1994)
Babacar Guèye (* 31. Dezember 1994 in Dakar) ist ein senegalesischer ehemaliger Fußballspieler.

## Karriere
Babacar Guèye begann seine Karriere in seinem Heimatland Senegal beim AS Douanes Dakar und beim AS Dakar Sacré-Cœur. 2014 wechselte er zum damaligen französischen Zweitligisten ES Troyes AC und bestritt drei Ligaspiele; ES Troyes wurde Meister und stieg auf. In der folgenden Saison in der Ligue 1 bestritt er zehn Spiele, wobei er bei der 1:3-Auswärtsniederlage am 27. Spieltag gegen den AS Monaco sein erstes Tor für seine Mannschaft erzielte. Am Saisonende stieg EC Troyes als Tabellenletzter wieder in die Ligue 2 ab. In der Coupe de France 2015/16 spielte Guèye im Achtelfinale und schied dabei gegen den AS Saint-Étienne mit 1:2 n. V. aus.
Nach der Saison wechselte Guèye in die 2. Bundesliga zu Hannover 96, obwohl Trainer Daniel Stendel ihn zuerst abgewiesen hatte. Hier debütierte er in der Liga beim 1:1 gegen den VfL Bochum. Im Pokal wurde er in den ersten beiden Runden eingewechselt. In der Winterpause der Saison 2016/17 wurde Guèye an den SV Zulte Waregem verliehen und gewann am 18. März 2017 den belgischen Pokalwettbewerb. Im Finale schlug man KV Oostende im Elfmeterschießen (7:5, 3:3 n. V.); Guèye traf zum 3:2 in der 111. Spielminute. Die Saison 2017/18 verbrachte er – erneut leihweise – bei VV St. Truiden.
Nach seiner Rückkehr nach Hannover stand der Stürmer noch fünfmal für die Regionalligamannschaft auf dem Feld und wurde schließlich am 31. August 2018 vom SC Paderborn 07 verpflichtet. In der Folge kam er auf 24 Zweitligaeinsätze (sechs Tore, zwei Vorlagen) sowie zwei Spiele im DFB-Pokal und konnte im Frühjahr 2019 mit der Mannschaft in die Bundesliga aufsteigen. In der höchsten deutschen Spielklasse stand der Senegalese nur sechsmal im Spieltagskader und absolvierte drei Kurzeinsätze sowie zwei Spiele in der Oberliga Westfalen.
Ende Januar 2020 verließ er die Westfalen und wechselte zum Karlsruher SC. Dort blieb er bis zum Sommer 2021. Nach kurzer Vereinslosigkeit unterschrieb er beim Karlsruher Zweitligakonkurrenten FC Erzgebirge Aue einen Zweijahresvertrag.

## Erfolge
SV Zulte Waregem
- Belgischer Pokalsieger: 2017

SC Paderborn 07
- Aufstieg in die Bundesliga: 2019